# كريستيان أوبودو
كريستيان أودوبويسي أوبودو (بالإنجليزية: Christian Udubuesi Obodo)‏ الشهير باسم كريستيان أوبودو (مواليد 11 مايو 1984 في واري - نيجيريا) لاعب كرة قدم نيجيري يلعب حاليا لصالح نادي الدرجة الأولى أودينيزي الإيطالي منذ 2005 في مركز الوسط المحوري .

## روابط خارجية
- كريستيان أوبودو على موقع قاعدة بيانات كرة القدم.إي يو (الإنجليزية)
- كريستيان أوبودو على موقع ناشيونال فوتبول تيمز (الإنجليزية)
- كريستيان أوبودو على موقع Soccerway.com (الإنجليزية)
- كريستيان أوبودو على موقع عالم كرة القدم.نت (الإنجليزية)